# Krásno (okres Partizánske)
Krásno je obec na Slovensku v okrese Partizánske v Trenčínském kraji ležící v severní části pohoří Tribeč na terase řeky Nitra. Žije zde 526 obyvatel.
V katastrálním území obce je velké slovanské pohřebiště z 11.-14. století. První písemná zmínka o obci je z roku 1271. Dominantou obce je klasicistní římskokatolický kostel Povýšení svatého Kříže z 18. století. Nad obcí se nachází základy ranorománského kostelíka z 11. století.